# Вама Веке
Вама Веке (рум. Vama Veche) је насеље у општини Лиману, округу Констанца, Добруџа, Румунија.
Село Вама Веке административно припада општини Лиману. Село се налази у Добруџи, на обали Црног мора, мање од једног километра налази се граница са Бугарском и село Дуранкулак.
Село је познато туристичко летовалиште, управо због Црног мора. Главне атракције села су плажа „Вама Веке“ и главна улица у којој се налазе бројни ресторани као и олупина бившег грчког брода, али је данас у поодмаклој фази распадања.

## Демографија
Према попису из 2011. године у селу је живело 282 становника што је за 104 (58,43%) више у односу на 2002. када је на попису било 178 становника.
| Етнички састав према попису из 2002.‍ | Етнички састав према попису из 2002.‍ | Етнички састав према попису из 2002.‍ | Етнички састав према попису из 2002.‍ | Етнички састав према попису из 2002.‍ |
| ------------------------------------ | ------------------------------------ | ------------------------------------ | ------------------------------------ | ------------------------------------ |
|                                      |                                      |                                      |                                      |                                      |
| Румуни                               | Румуни                               |                                      | 173                                  | 97,19%                               |
| Остали                               | Остали                               |                                      | 5                                    | 2,81%                                |

## Галерија слика
- Вама Веке 1. маја
- Плажа Вама Веке
- Црква